# Бринкман, Свен
Свен Бринкман (23.12.1975 ) —  датский профессор психологии.   Область научных интересов —  философские, нравственные и методологические проблемы психологии и других гуманитарных и социальных наук. В частности, занимается изучением влияния психических диагнозов на человека и общество .

## Образование
1999 — степень бакалавра по философии Орхусского университета.
2000 — степень бакалавра по психологии.
2002 — диплом магистра по психологии;
2006 — PhD по психологии.

## Научная карьера
- 2006 — 2009: доцент социальной психологии и психологии личности на факультете психологии и поведенческих наук в университете Орхуса.
- 2010: профессор общей психологии и качественных методов исследований[6].

Работал приглашенным профессором в New School for Social Research, Нью-Йорк; King’s College, Лондон; Universita Cattolica, Милан, Италия.  
Является автором и редактором более чем 25 книг и более 150 научных статей.